# 장용용
장롱롱(중국어 정체자: 張榕容, 병음: Zhāng Róngróng, 한자음: 장용용, 프랑스어: Sandrine Pinna 상드린 피나[*], 1987년 4월 10일 ~ )은 중화민국의 배우이다. 타이베이 영화상 여우주연상 2회(2009, 12) 수상자이다.

## 출연 작품
- ATM : 현금강탈 대소동 (2019)
- 루키스 (2019)
- 요묘전: 레전드 오브 더 데몬 캣 (2017)
- 곤석애정고사 (2016)
- 파도인 (2016)
- 연애중의도시 (2015)
- 더 시크릿 (2015)
- 몰유명자적첨점점 (2013)
- 여용 (2013)
- 터치 오브 라이트 (2012)
- 양 양 (2009)
- 캔디 레인 (2008)
- 먀오 먀오 (2008)